# Région insulaire

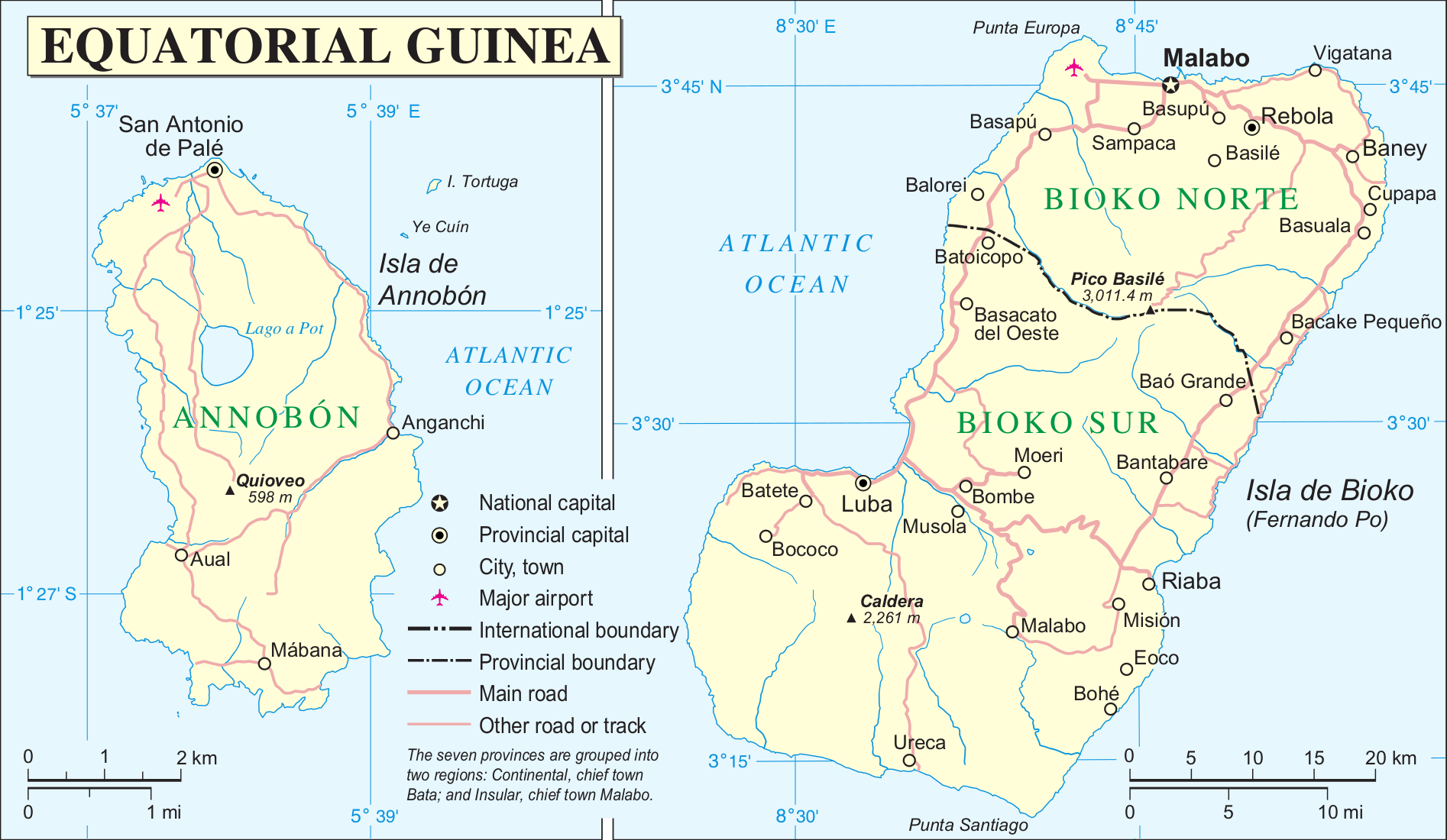
Les îles d'Annobón et de Bioko, qui composent majoritairement la région insulaire de Guinée-équatoriale, les deux îles n'étant pas ici représentées selon la même échelle.

La région insulaire est l'une des deux régions principales constituant la Guinée équatoriale, avec la ville de Malabo pour capitale comme celle du pays sur l'île Bioko la plus au nord. 
Elle est peuplée d'environ 265 000 habitants pour une superficie de 2 052 km², se composant de deux îles majeures qui sont aussi deux provinces : ladite Bioko et Annobón plus au sud (carte voisine), les deux étant séparées par l'État archipel indépendant de Sao-Tomé-et-Principe, outre le golfe de Guinée qui les baigne toutes, dans l'océan Atlantique. 
Les îles Corisco, Elobey Chico et Elobey Grande ne font pas partie de la région insulaire et sont rattachées à la province administrative dite du Litoral, dans la partie continentale du pays (équato-guinéen).